# Си-цзун
Си-цзун (кит. 僖宗; 8 июня 862 — 20 апреля 888) — 21-й император китайской империи Тан, правивший в 873—888 годах.

## Жизнеописание
Родился 8 июня 862 года в семье императора И-цзуна. При рождении получил имя Ли Янь. В 865 году стал князем Пу, в 873 году благодаря евнухам был объявлен наследником трона, сменив имя на Ли Сюань. В том же году после смерти отца был провозглашён императором под именем Си-цзун.
Император был довольно молодым и занимался в большей степени развлечениями, а не государственными делами. Власть же фактически взял евнух Тян Линцзи. Некоторое время правительство действовало достаточно успешно во главе с чэнсяном (канцлером) Лу Си, который занял этот пост в 874 году. В период правления Си-цзуна несколько снизилась коррупция.
Однако ослабление экономики империи, сильные засухи и ставший их следствием голод вызвали многочисленные восстания и бунты, которые переросли в крупное восстание во главе с Ван Сяньчжи в 874 году. Сначала он захватил полуостров Шаньдун, а затем отправился в центральные районы. Но попытка повстанцев захватить Лоян оказалась неудачной, после чего Ван Сянчжи двинулся на юг, где получил подкрепление от крестьян. Только в 878 году правительственным войскам удалось подавить это восстание, однако в том же году вспыхнул очередной мятеж, начатый Хуан Чао, бывшим соратником Ван Сянчжи, собравшим новые силы в префектурах, располагавшихся в среднем течении Янцзы. Он также не смог захватить Лоян и двинул свои войска в южные префектуры империи. Здесь в 879 году у Кантона, он вёл с правительством переговоры о сдаче, завершившиеся безрезультатно, после чего осадил и захватил Кантон, разграбив это город и двинувшись затем на столицу империи Чанъань. Правительственные войска были уже не способны противодействовать повстанцам. В итоге Хуан Чао в 880 году захватил столицу, а Си-цзун бежал в западные префектуры, где начал собирать новые силы, а также запросил помощи у Ли Гоюня, вождям тюркского племени шато, бывшего союзником империи. В это же время Хуан Чао своей жестокостью оттолкнул от себя население Чанъаня, поэтому в 883 году император Си-цзун смог отвоевать столицу, а в следующем году полностью разгромил войска Хуан Чао, который покончил с собой. Однако в столицу Си-цзун вернулся лишь в 885 году.
В благодарность за оказанную помощь Си-цзун передал в управление Ли Гоюню некоторые префектуры на западе империи. После восстановления императорской власти влияние евнуха Тян Линцзи на политику сохранилось. В результате конфликта последнего с Ли Гоюнем, также приближенным ко двору, началась новая война. Си-цзуну в 886 году пришлось вновь бежать из столицы. Уже в следующем году, потеряв Тян Линцзи, Си-цзун примирился с повстанцами и вернулся в Чанъань. 20 апреля 888 года он скончался.